# Anglet hormadi Pays basque
L’Anglet hormadi Pays basque est un club professionnel français de hockey sur glace domicilié à Anglet et fondé en 1969, évoluant en Ligue Magnus, le plus haut niveau français.
L'équipe portait le surnom des Hockeyeurs des Sables (1970-1996) et des Orques d’Anglet (1996-2011) et depuis 2011, elle est surnommée l’Hormadi (signifie glace en basque).

## Histoire

### Découverte de l'élite 1992
Les Hockeyeurs des Sables évoluent en élite dans le championnat de Nationale 1 lors des saisons 1992-1993 et 1993-1994.
Brian Propp joue pour le club lors de la saison 1994-1995 en Nationale 1B.
Les Orques d’Anglet évoluent ensuite de nouveau dans le championnat Élite lors à partir de la  1997-1998.

### Vice-champion de France 2001
Attaquants
- Stanislas Solaux -  Marko Lapinkoski -  Iñaki Izaguirre
- Édouard Manson - Jean-Michel Larroque - Jérôme Patard
- David Dostal - Lionel Bilbao (C) - Antoine Amsellem
- Pierre-Hervé Coulombeix

Défenseurs
- Denis Perez -  Vesa Lahtinen
- Roberto Baldris - Olivier Dimet
- Nicolas Carry - Aymeric Gillet
- Slavomir Vorobel

Gardiens
- Éric Raymond - Christophe Latxague

Entraîneur  Karlos Gordovil
La saison 2000-2001 est la plus faste pour les Angloys.
L’équipe du capitaine Lionel Bilbao alors entraînée par l'espagnol Karlos Gordovil et emmené par son gardien de but Éric Raymond, se qualifie en finale de la Ligue Magnus après avoir éliminé les Ducs d'Angers en quart de finale trois victoires à zéro puis les Flammes bleues de Reims champion de France en titre en demi-finale trois victoires à deux. Après avoir perdu les deux premiers matchs, dont le premier (17-2) dans un match crosse en l'air pour protester contre la suspension tardive de Slavomir Vorobel, les Angloys s'imposent dans les trois derniers pour se qualifier en finale.
Les Orques d'Anglet s'inclinent finalement face aux Dragons de Rouen dans la finale en trois manches.
La saison suivante en 2001-2002 Xavier Daramy est récompensé par le trophée Jean-Pierre-Graff.

### Finaliste Coupe de France 2003
Anglet dispute aussi la finale de Coupe de France en 2003 qui a lieu à Annecy.
Les Orques s’inclinent face aux Ours de Villard-de-Lans au terme de la séance de fusillade.
À l'issue de la saison 2006-2007 de Ligue Magnus, le club d'Anglet se voit relégué sportivement en Division 1 après avoir perdu le match de maintien face aux Ducs de Dijon. Le 3 octobre 2007, après de nombreux aléas, Anglet joue en Division 3 mais en parallèle dans la Superliga Española.

### Vice-champion d'Espagne 2008
Anglet pour sa première saison dans le Championnat d'Espagne parvient à se hisser en finale en 2008 mais n'aura pas réussi à vaincre son rival catalan le CG Puigcerdà.
En 2009, le club est champion de France de D3 et en 2010 champion de France de D2.

### Retour en Magnus
Lors de la saison 2017-2018, l'équipe termine première de Division 1 et est donc promue en Ligue Magnus pour la saison 2018-2019.

## Palmarès
- Championnat de France de D1 : 2018
- Championnat de France de D2 : 2010
- Championnat de France de D3 : 2009

## Résultats en championnat d’Espagne
| Saison    | Championnat | Coupe du roi | Coupe d’Europe |
| --------- | ----------- | ------------ | -------------- |
| 2007-2008 | Finale      | Demi-finale  | -              |

## Participations à la Coupe d’Europe
| Saison    | Tour     | Adversaire                                                                  | Score(s)    |
| --------- | -------- | --------------------------------------------------------------------------- | ----------- |
| 2001-2002 | 1er Tour | exempt                                                                      | exempt      |
|           | 2e Tour  | Les Brûleurs de loups de Grenoble Blue Fox de Herning IK Sheffield Steelers | 5-2 4-3     |
|           | 3e Tour  | Vålerenga Oslo London Knights Jukurit Mikkeli                               | 1-4 3-5 1-5 |

### Bilan européen
| Matchs Joués | Victoire | Nuls | Défaites | Buts marqués | Buts encaissés | Différence |
| ------------ | -------- | ---- | -------- | ------------ | -------------- | ---------- |
| 6            | 3        | 0    | 3        | 18           | 22             | -4         |

## Joueurs

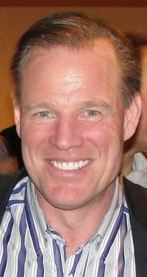
Brian Propp (1994-1995)
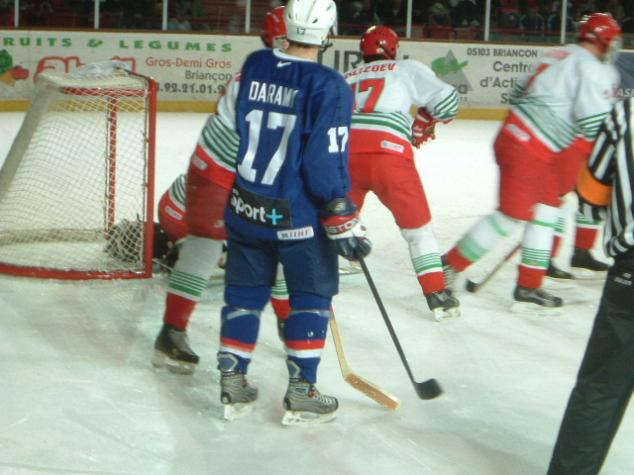
Xavier Daramy (2001-2018)
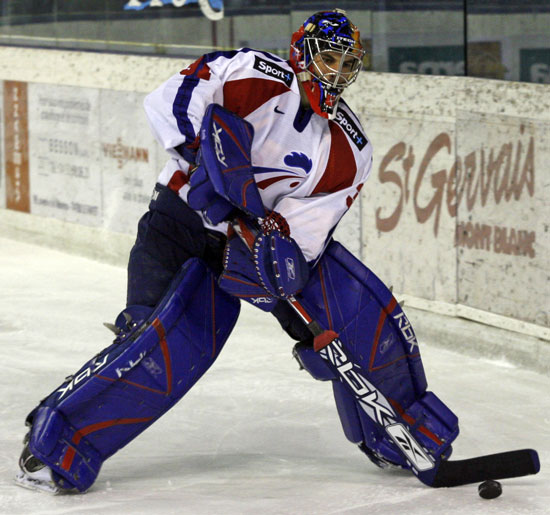
Eddy Ferhi (2005-2006)
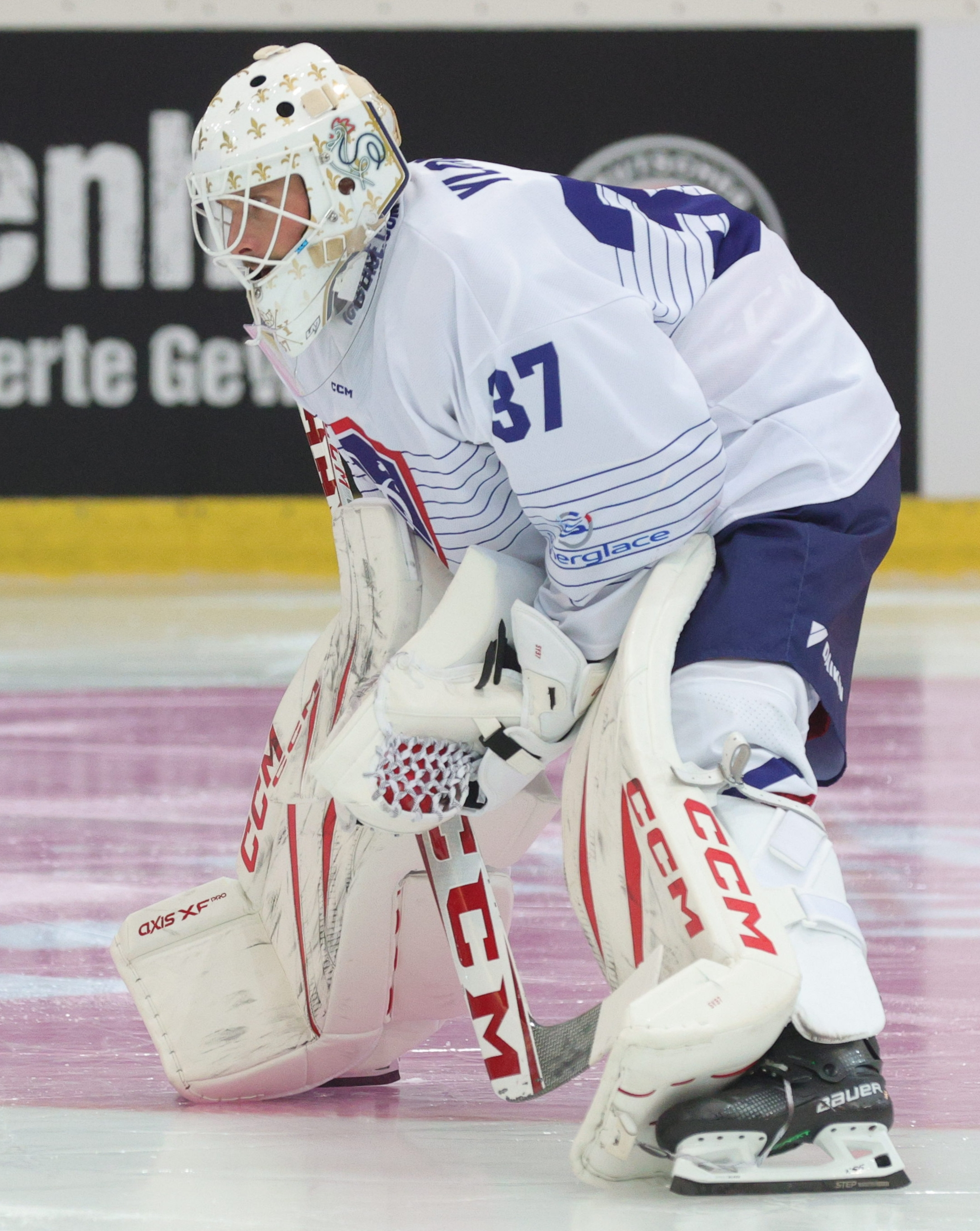
Sebastian Ylönen (2018-2019)
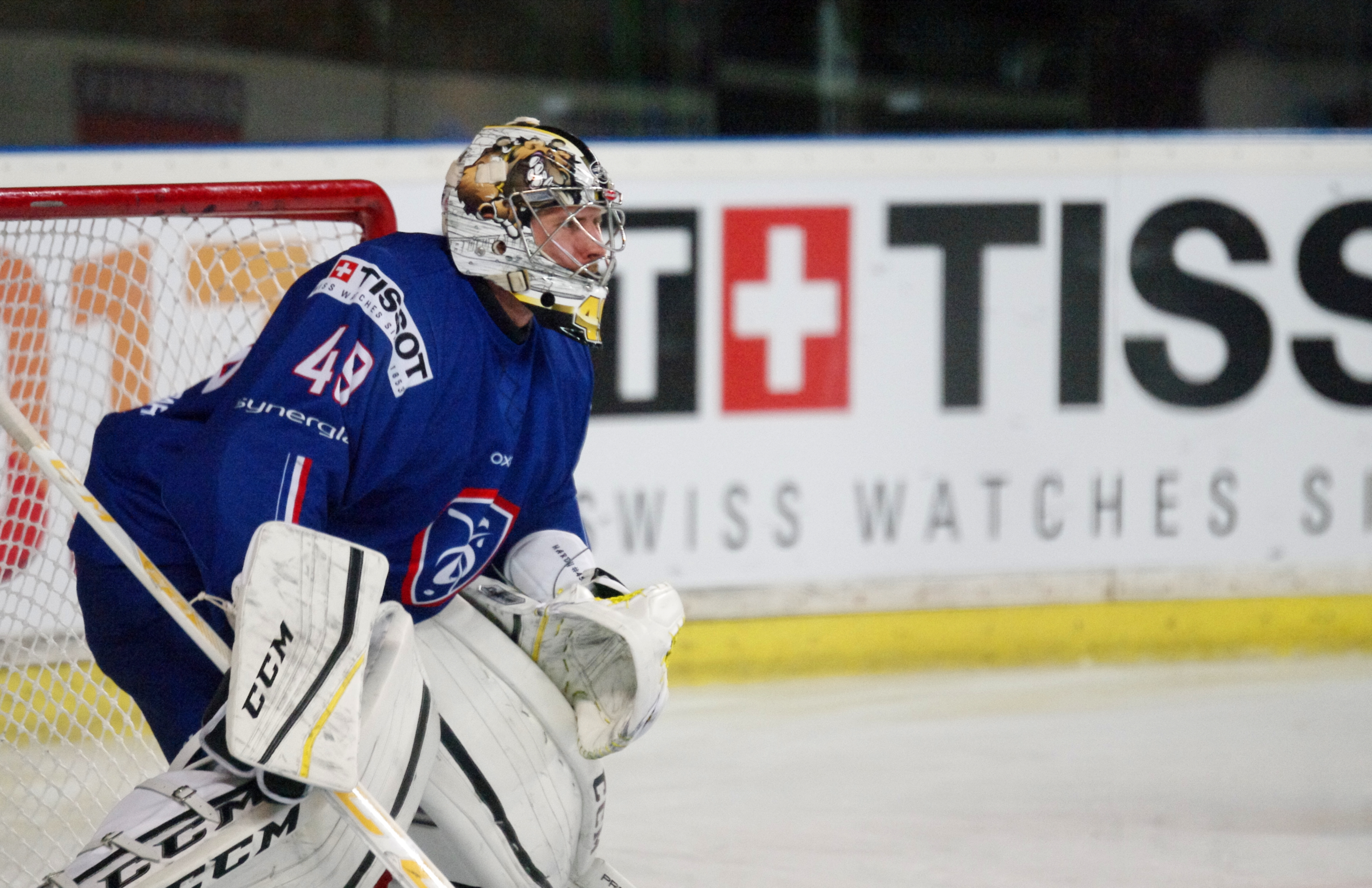
Florian Hardy (2021-2022)
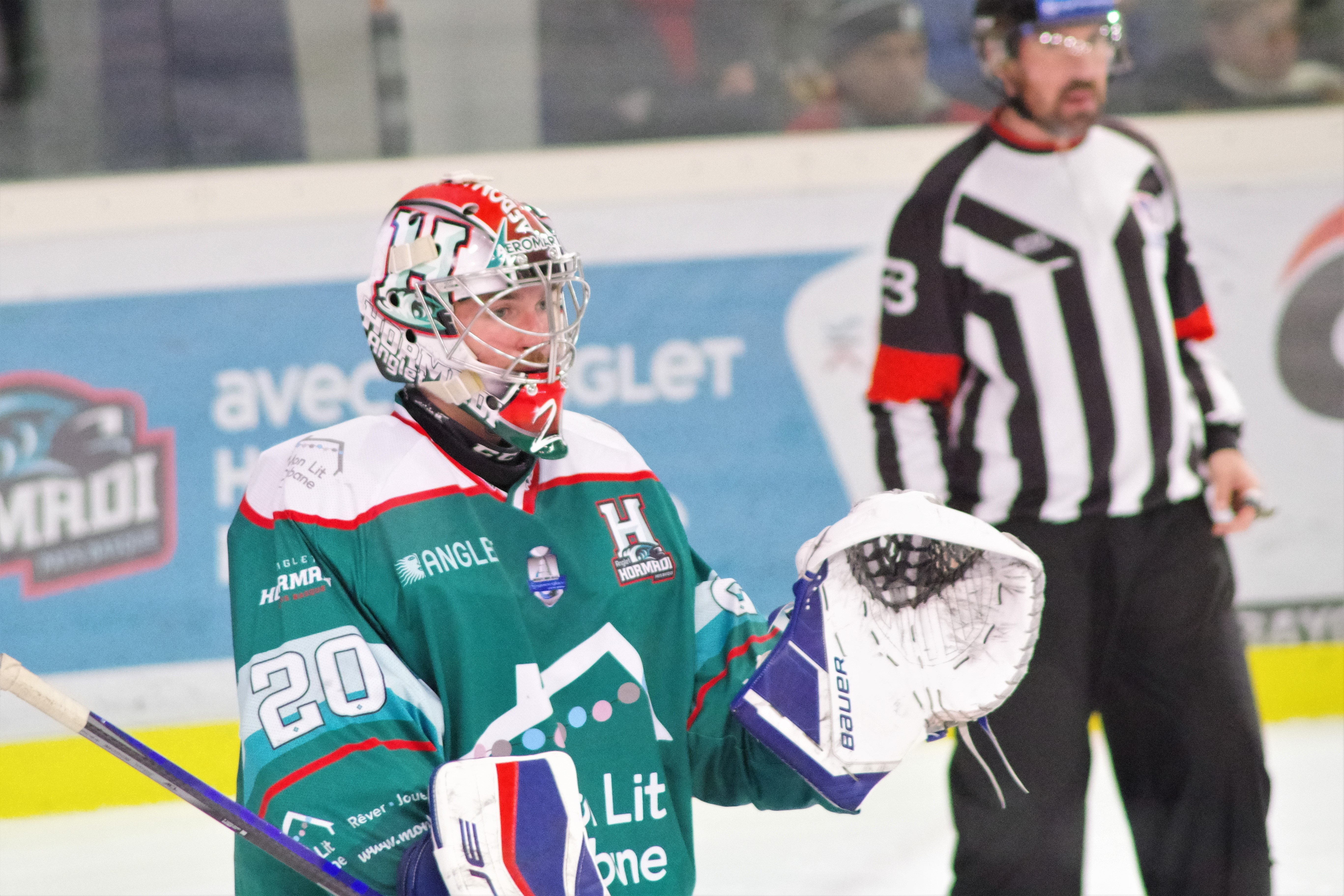
Mat Robson (2022-2023)
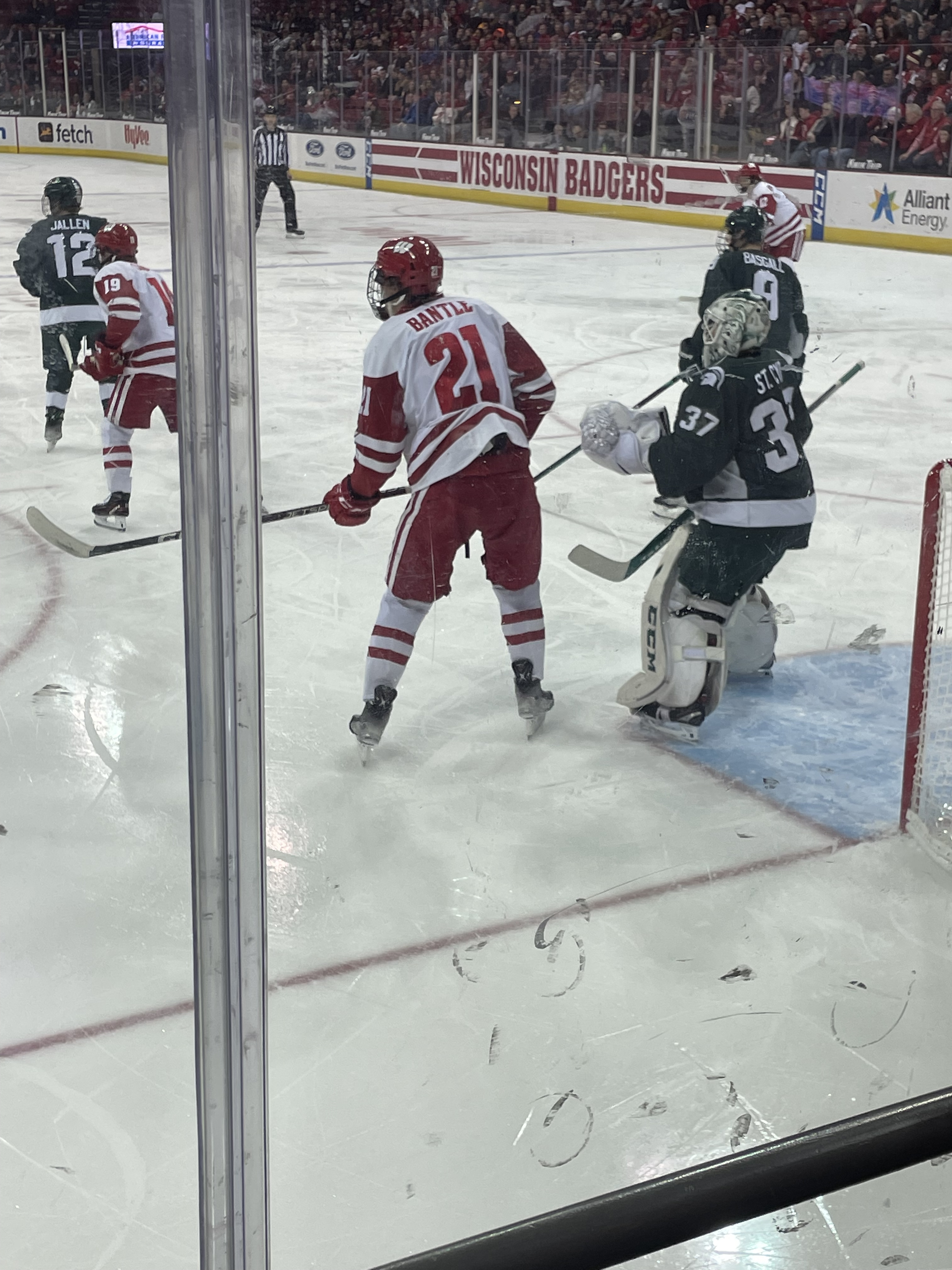
Dylan St. Cyr (2023-2025)

## Effectif Actuel
Entraîneur : Mathieu Cyr

## Personnalités historiques

### Entraîneurs
Voici la liste des entraîneurs dans l'histoire de L'Hormadi :
- 1969-1973 : Jacques Dorotte
- 1973-1977 : Joël Reingold
- 1977-1978 : Hall Masterson
- 1978-1982 : Jeff Kosak
- 1982-1988 : Alain Vinard
- 1988-1989 : Bruce Montgomery
- 1989-1990 : Sam Lardner
- 1990-1992 : Alain Vinard
- 1992-1996 : Michel Leblanc
- 1996-1997 : Marin Fecteau
- 1997-1998 : Yvan Guryca et Jean-Pierre Voyer
- 1998-2002 : Carlos Gordovil
- 2002-2003 : Carlos Gordovil et Robert Ouellet
- 2003-2005 : Carlos Gordovil et Jean-Michel Luteau
- 2005-2008 : Jean-Michel Luteau
- 2008-2009 : Patrick Lefevre
- 2009-2012 : Patrick Bellier
- 2012-2019 : Olivier Dimet
- 2019-2020 : Heikki Leime
- 2020-2022 : David Dostal[24]
- 2022-2024 : Pierrick Rézard[25]
- 2024 : Mathieu Cyr[26]
- 2024- : Stéphane Barin[27]

### Les capitaines
Voici la liste des capitaines de l'histoire de L'Hormadi ,:
| Période   | Nom du (des) joueur(s)   | Nationalité(s) |
| --------- | ------------------------ | -------------- |
|           | Jacques Dorotte          | France         |
|           | Tony Rojo                | France         |
|           | Didier Barace            | France         |
|           | Jacques Bareyre          | France         |
|           | Jean-Michel Benac        | France         |
|           | Jean-Yves Decock         | France         |
| -2001     | Lionel Bilbao            | France         |
| 2001-2002 | Robert Ouellet           | France         |
| 2002-2004 | Jean-Christophe Filippin | France         |
| 2004-2018 | Xavier Daramy            | France         |
| 2018-2024 | Thomas Decock            | France         |
| 2024-     | Arnaud Faure             | France         |

## Logos

Le logo du club entre 1996 et 2010.
Le logo du club entre 2010 et 2011.
Le logo du club entre 2011 et 2012.
Le logo du club entre 2012 et 2021.
L'actuel logo du club depuis 2021.

L'actuel logo du club depuis 2011.